# Porumbești (Satu Mare)
Porumbeşti è un comune della Romania di 2 573 abitanti, ubicato nel distretto di Satu Mare, nella regione storica della Transilvania. 
Il comune è formato dall'unione di 2 villaggi: 	Cidreag e Porumbești.
Porumbeşti è divenuto comune autonomo nel 2007, staccandosi dal comune di Halmeu.